# Trubbfrostmossa
Trubbfrostmossa (Gymnomitrion obtusum) är en bladmossart som beskrevs av Sextus Otto Lindberg. Trubbfrostmossa ingår i släktet frostmossor, och familjen Gymnomitriaceae. Enligt den finländska rödlistan är arten nära hotad i Finland. Arten är reproducerande i Sverige. Artens livsmiljö är andra klippor. Inga underarter finns listade i Catalogue of Life.